# Jorge Manuel Theotokopoulos

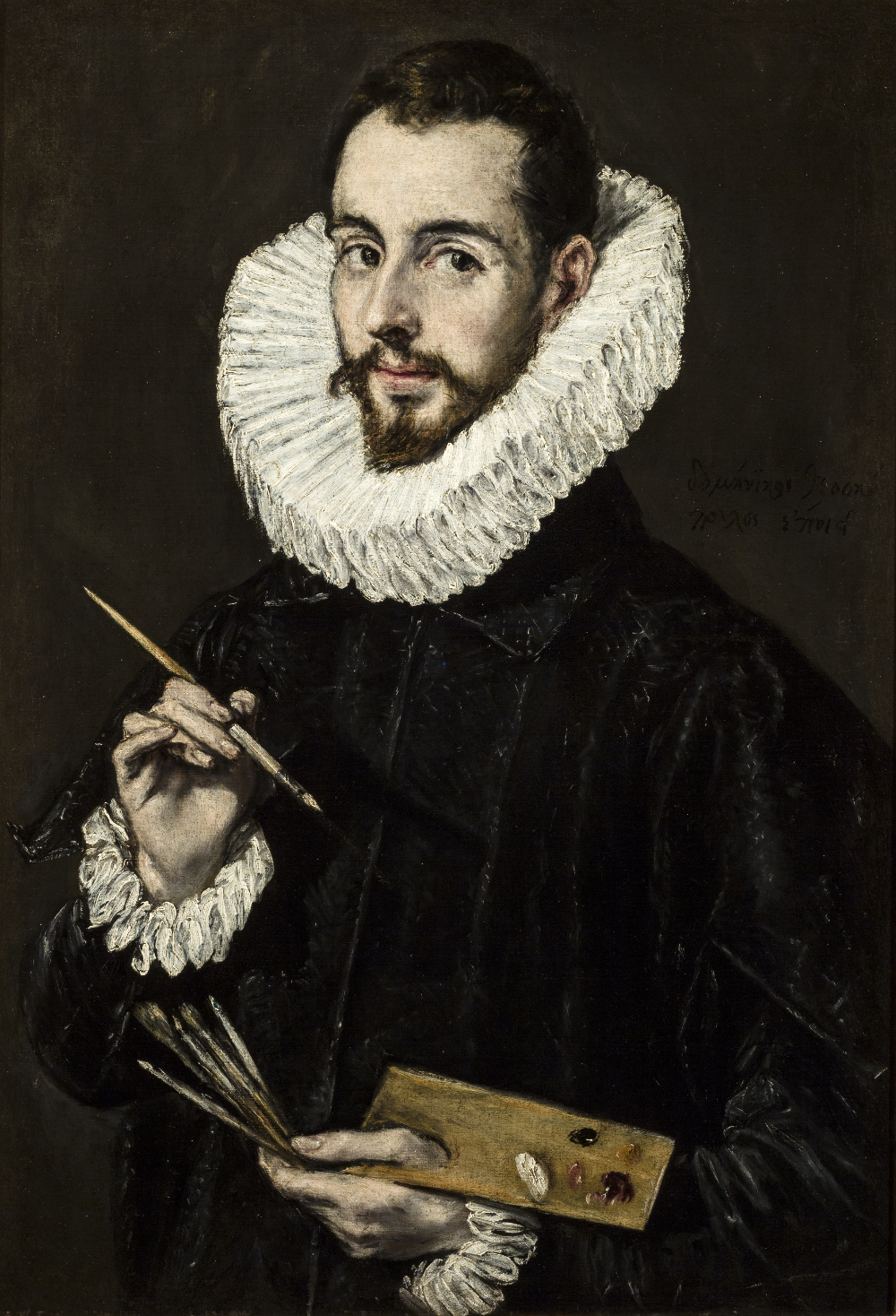
Jorge Manuel Theotokopoulos

Jorge Manuel Theotokopoulos (* 1578 in Toledo; † 1631, ebenda) war ein spanischer Maler und Architekt. Er war der einzige Sohn des Malers Domenikos Theotocópoulos, genannt El Greco („der Grieche“); seine Mutter war Jerónima de las Cuevas, die El Greco nach seiner Ankunft in Toledo (1577) als Modell diente. Ob zwischen beiden die Ehe geschlossen wurde, ist nicht bekannt. 

## Biografie
Für das Jahr 1603 sind die Eheschließung Jorge Manuel Theotokopoulos’ mit Alfonsa de los Morales und die Mitarbeit an den Bildern des Marienzyklus im Hospital de la Caridad de Illescas in Toledo urkundlich nachgewiesen. Doch bereits in den Jahren 1607–1609 schuf er ein eigenständiges Altarbild in Titulcia mit der Darstellung der Himmelfahrt der unbekleideten hl. Maria Magdalena, das einerseits in der Maltradition seines Vaters steht, andererseits aber auch eigene Unzulänglichkeiten verrät. Kurz vor dem Tod seines Vaters, d. h. in den Jahren um 1612/14, wandte er sich der Architektur zu, denn er erbaute als Mitarbeiter von Nicolás de Vergara el Mozo und Juan Bautista Monegro das Rathaus (Casa consistorial) von Toledo. Im Jahr 1621 heiratete er ein zweites Mal. Vier Jahre später  findet man ihn als Baumeister an der Kathedrale von Toledo. Danach gibt es keine erhaltenen Nachrichten mehr; er starb nach einem Rechtsstreit mit dem Hospital de Tavera, das sein gesamtes Vermögen beschlagnahmte, verarmt in Toledo.